# Enya
Eithne ní Bhraonáin (Gweedore, Donegal, 17 de mayo de 1961), conocida como Enya, es una cantante y compositora irlandesa.
Comenzó su carrera musical en 1976, cuando se unió por un breve periodo a Clannad, un grupo musical formado por varios de sus hermanos y tíos, antes de lanzar su carrera como solista. Con su álbum Watermark, lanzado en 1988, alcanzó relevancia internacional, y Enya empezó a resultar conocida por su sonido único, caracterizado por el empleo de múltiples «capas de voz», sintetizadas a partir de la propia, melodías folk, fondos de sintetizador y reverberaciones etéreas. Ha cantado en diez idiomas diferentes a lo largo de su carrera, interpretando las letras de la letrista Roma Ryan, principalmente en su idioma natal, gaélico irlandés y en inglés, además de latín, español, japonés, francés, el idioma ficticio quenya y «loxian», una lengua construida por la misma Ryan, entre otros.
Mantuvo su éxito en los años 1990 y 2000: su álbum A Day Without Rain, de 2000, alcanzó la cifra de 16 millones de unidades vendidas; y fue nombrada la artista femenina con más ventas en 2001. Es la artista irlandesa en solitario de mayores ventas totales, así como, oficialmente, la segunda artista exportadora del país, tras la banda U2. Las ventas totales de sus álbumes han alcanzado en 2008 la suma de 70 millones de unidades.
Su trabajo ha merecido, entre otros muchos reconocimientos, la nominación a un Óscar, un Globo de Oro y un Grammy por su canción «May It Be», que compuso para la película El Señor de los Anillos: la Comunidad del Anillo (2001).

## Biografía y carrera

### Infancia e inicios
Eithne Ní Bhraonáin (AFI: /ˈɛnʲə nʲiː ˈvˠɾˠiːn̪ˠaːnʲ/) nació el 17 de mayo de 1961 en Gweedore, Donegal, Irlanda. Su nombre de nacimiento está escrito en gaélico irlandés, pero para facilitar su pronunciación suele usarse una versión britanizada del mismo: por costumbre británica usa el prefijo masculino «O'», ‘hijo de’, en vez del femenino «Ni'», ‘hija de’, resultando Enya O’Brennan, o Enya Brennan, usando su apellido como sus hermanos sin el prefijo patronímico irlandés «O'». El nombre Enya no es, por tanto, un seudónimo, sino la adaptación a la fonética y la ortografía inglesa (britanización) del nombre femenino irlandés Eithne. Su infancia transcurrió en el seno de una familia de músicos. Sus padres fueron Leo Brennan y Máire Duggan, quienes se conocieron tocando en una banda irlandesa llamada Slieve Foy en Leo's Tavern ("La taberna de Leo"), un pub fundado por el propio padre de Enya. Es la sexta de nueve hermanos (Máire, Ciarán, Pól, Deirdre, Léon, Bartley, Olive y Bridin).

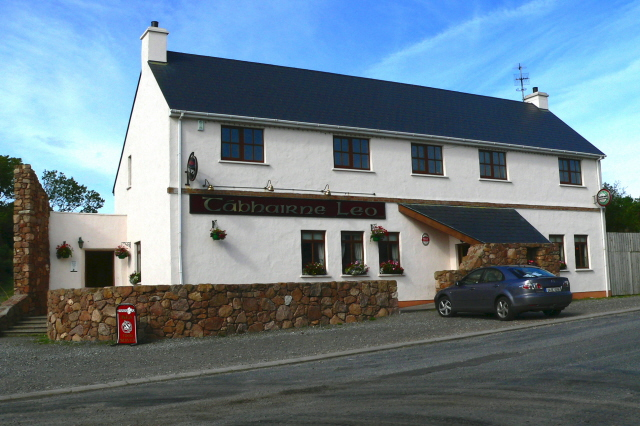
Fachada de Leo's Tavern («La taberna de Leo»), fundada por el padre de Enya, lugar donde inició su carrera musical junto a Clannad.

En 1968 sus hermanos Pól y Ciarán, su hermana Máire (o Moya) y sus tíos gemelos Noel y Padraig Duggan formaron una banda que llamaron An Clann As Dobhar, que se renombró Clannad (como una fusión de su nombre en irlandés: An Clann as dobhar) en 1970. El grupo alcanzó gran reconocimiento en su país. En 1979, el entonces productor de Clannad, Nicky Ryan, ofreció a Enya un cupo en la banda. Ella aceptó inmediatamente y se unió con 18 años de edad. Ryan era el mánager y productor de Clannad; algunas desavenencias dadas en la historia de Nicky con Ciarán, el hermano de Enya, provocaron una mala relación entre ellos, hasta el punto de que en 1982 Ciarán hizo que Nicky abandonara el puesto de mánager de la agrupación. Esto empeoró las relaciones de Ciarán con Moya y Pól, la situación se agravó, y abandonó la banda. Enya al dejar Clannad ya había grabado dos álbumes con ellos: Crann Úll y Fuaim. A partir del momento del quiebre de las relaciones de Nicky Ryan y el grupo, Enya y Moya se apoyaron mutuamente en las carreras en solista de cada una, pero primero le llegó el turno a Enya.

### Tras la separación de Clannad
En 1982, Enya se asoció al productor musical Nicky Ryan con la intención de componer e interpretar su propia música, además de cantar en varias "capas de voz" para dar un sonido especial a sus canciones. Al oírla componer, la esposa de Nicky, Roma Ryan, se dedicó a escribir inspirada por las composiciones de Enya, lo que más tarde la llevó a ser la letrista oficial del nuevo equipo musical.
El primer trabajo de Enya en solitario publicado fueron dos canciones incluidas en el álbum recopilatorio de varios artistas titulado Touch Travel (1984): «An Ghaoth Ón Ghrian» («El viento solar»), una melancólica tonada de piano y sintetizador, y «Miss Clare Remembers», que recompuso cuatro años más tarde para incluirla en su álbum Watermark.
Al año siguiente consiguió su primer contrato de trabajo relevante: la película The Frog Prince, de la que le encargaron componer su banda sonora. Enya cantó solo dos de las canciones que compuso, «The Frog Prince» y «Dreams», que no se emplearon finalmente en la película. El resto de la música compuesta por Enya para la banda sonora (todas menos cinco clásicos) fue arreglada e interpretada por otros artistas.
Dos años más tarde, en 1986, tras oír un demo para la serie documental The Celts, la BBC pidió a Enya que compusiera el resto de los temas para el programa de seis episodios. Tras la emisión del documental, su música gustó tanto en la BBC que decidieron organizarla en un álbum, lanzado en 1987 el título epónimo de Enya. Este primer álbum completo le valió a la artista el reconocimiento en el Reino Unido y en Estados Unidos, donde consiguió un disco de platino. En los siguientes tres años el álbum llegaría al resto del mundo, que más tarde fue reeditado bajo el título de «The Celts».

### Éxito internacional
El reconocimiento internacional lo alcanzó con su álbum Watermark en 1988, que sentó el esquema general que iban a seguir todos sus discos posteriores. El primer sencillo, responsable del rotundo éxito del álbum, fue «Orinoco Flow», y el tema instrumental «Miss Clare Remembers», el cual reapareció en el álbum. El álbum ganó cuatro discos de platino en Estados Unidos y Reino Unido, pero en Australia le fue mejor, ya que en ese país ganó cinco discos de platino. El disco alcanzó en total trece discos de platino.[cita requerida]
En 1989 graba y produce su primer álbum EP, 6 Tracks, el cual se modificó en 1998 para conmemorar el 10° aniversario de su primer álbum. Más tarde, en 1989, se publica el sencillo «Oíche Chiún (Silent Night)», en el cual hace popular este tema en el repertorio de Enya. En 1990 sale su segundo álbum EP, 3 Tracks EP, similar a 6 Tracks.[cita requerida]

### Siguientes años
Enya lanza su siguiente álbum de estudio, Shepherd Moons, en 1991. Este contiene las canciones de su categoría más famosas de la época, como «Shepherd Moons», «Ángeles», «Book of Days», «Caribbean Blue» y «Marble Halls» (esta última fue muy popular en su categoría en 1994, cuando sale el sencillo de la canción). El álbum consigue doce discos de platino; tres en Australia, cinco en Estados Unidos y cuatro en el Reino Unido.
En 1992, Enya reedita su álbum de 1987, y lanza The Celts. Modificado, reemplaza su tonada «Portrait», por «Portrait (Out of the Blue)», una versión más extensa de la canción original, la cual apareció originalmente en 6 Tracks.
Ese mismo año recibe la noticia de que su hermana pierde presencia en Clannad y lanza Máire, su primer álbum de carrera solista.

### Pausa en su carrera
Pronto Enya decide pasar 1993 como año sabático. También obtiene un Premio Grammy por su último álbum. En 1994, The Christmas EP se convierte en el EP más popular de su carrera junto a 6 Tracks. Aquí hacen aparición dos temas nuevos.
Enya lanza en 1995 el álbum The Memory of Trees, que obtiene 11 discos de platino y un Grammy. Sus canciones Anywhere Is, The Memory of Trees y On My Way Home, siguen siendo populares desde su lanzamiento.
En 1997, sale al mercado Paint The Sky With Stars: The Best of Enya, que tiene dos canciones nuevas. Gana diez discos de platino. También adquirió en ese año el Castillo Victoria y lo renombró Castillo Manderley como la mansión de la novela Rebecca (1938) de Daphne du Maurier.
A Box of Dreams es la colección de canciones de Enya lanzadas en 1998. Tiene tres discos y cuatro temas nuevos. Entre 1997 y a finales del 2000, Enya se silenció, para no grabar los años indicados.

### Regreso
El 21 de noviembre del 2000, tras tres años de pausa, Enya lanza A Day without Rain, que logra trece discos de platino nuevamente, desde su segundo álbum.
En 2002 graba su sencillo «May It Be», compuesto para la película El Señor de los Anillos: la Comunidad del Anillo, que estuvo muy cerca de ganar el Óscar a la mejor canción original, pero lo perdió frente a «If I Didn't Have You», de Randy Newman.

### Un nuevo rumbo
En 2005, salió al mercado Amarantine, que la ha hecho más destacada en el ámbito musical, y donde expone el idioma creado por Roma Ryan: el loxian, descrito como «una lengua avanzada y futurista», además de contener un nuevo tema, el cual expande los horizontes musicales de Enya, este es «Sumiregusa» un tema interpretado por completo en japonés.
El 10 de noviembre de 2008 se publicó su séptimo álbum de estudio, el cual en un principio sería calificado como «navideño» pero que finalmente Enya describe como un álbum basado en un paisaje invernal donde la Navidad está presente. And Winter Came... es el nombre del disco, y su primer sencillo fue «Trains and Winter Rains».
En diciembre de 2009, Enya publicó un segundo álbum recopilatorio, titulado The Very Best of Enya, que cuenta con éxitos de su producción, como «Orinoco Flow», «Caribbean Blue», «Anywhere Is» y «Trains and Winter Rains», entre otros.
En una entrevista de mayo de 2011, el representante musical de Enya anunció que la artista estaba trabajando ya en un nuevo álbum (el octavo), y que buena parte de su grabación se estaba llevando a cabo en los estudios londinenses de Abbey Road, el mismo sitio en el que Enya grabó en 2002 sus canciones para El Señor de los Anillos: la Comunidad del Anillo.

### El regreso tras siete años
El 16 de septiembre de 2015 se confirmó la composición de un octavo disco de la cantante. En su página web se publicó un extracto de 23 segundos del nuevo tema inédito «The Humming». Además, se mostró una nueva imagen; su logo original en un fondo azul con el mensaje "Coming Soon" (Pronto), además de una ficha de registro para recibir nuevas noticias. Esto aseguró la publicación de un nuevo disco. No solo eso, sino que también actualizó otras plataformas de redes sociales tales como Facebook, Twitter, su canal de YouTube, y a todo eso sumó la creación de una cuenta en Instagram.
Además, el 2 de octubre de 2015 publicó un nuevo video promocional de la canción «Echoes In Rain», el cual tenía una duración de 15 segundos. El 7 de octubre se anuncia y confirma el título del álbum, Dark Sky Island, y también se informa el lanzamiento oficial del primer sencillo, llamado «Echoes In Rain», en la emisora radial BBC Radio 2 a las 11:30 horas (hora de Londres) para el día 8 de octubre. Posteriormente, el 30 de octubre se publicó la canción «So I Could Find My Way» como el segundo sencillo del disco. El 6 de noviembre se publicó el videoclip oficial del tema.
El 13 de noviembre, también se lanzó el tema «Even In The Shadows» como tercer sencillo del álbum. Además, ese mismo día se dio a conocer el tema «The Humming» como canción promocional y sencillo en algunos países de Europa.
Este nuevo álbum marca el retorno más largo de Enya tras una pausa de siete años.

## Vida personal
Enya es una persona muy privada, que trata de mantener su carrera musical alejada de su vida personal. Se dice que gastó 250 000 euros en equipamientos de seguridad para su hogar, el Castillo Manderley en Killiney, Condado de Dublín. Toda esta prevención se ha debido a varias infiltraciones de terceros a su hogar; en 2005 un admirador entró al castillo burlando la seguridad y maniatando a una asesora durante más de dos horas. Al llegar, Enya se refugió en una habitación del pánico.
No está casada y es tía surrogada de las dos hijas de los Ryan. En 1991, declaró: "Tengo miedo del matrimonio porque me asusta que alguien pueda desearme por quien soy y no porque realmente me ame... No haría nada inesperado, pero pienso mucho sobre esto". La relación que tuvo con un hombre terminó en 1997, durante el tiempo que consideró retirarse para dedicarse a formar una familia, pero se dio cuenta de que estaba poniendo presión sobre sí misma y "fui por la ruta que quise".

Nada —excepto la música— es relevante para mí y no es que me esté escondiendo o justificando; tal vez por ello no tengo novio ni pasatiempo alguno. Para crear la música que compongo todo debe ser dejado de lado para así concentrarme por completo y lograr la composición tal y como yo la quiero. Yo creo que tienes solo una oportunidad de elegir tu vida y tu trabajo: eso es lo que yo decidí sobre todas las cosas en esta vida y esa fue la razón por la que nació Watermark
— Enya.

En 2017 una nueva especie de pez, Leporinus enyae, encontrada en el río Orinoco fue nombrada en honor a Enya.
Se define a sí misma como "más espiritual que religiosa".

### Diferencias con artistas comunes
A diferencia de la mayoría de los cantantes y músicos actuales, Enya compone y produce sus propias obras, y lleva haciendo este trabajo desde 1987 y aún continúa sacando colecciones al mercado. También a diferencia de muchos artistas musicales, Enya no hace conciertos; con respecto a esto afirma: 

Pero eso no es por mí, sino por mi compañía, que considera que no merece la pena, por las dificultades que supondría. Sobre todo, teniendo en cuenta que los discos se venden sin necesidad de presentarlos en directo. Pero la pasión del directo me encanta
— Enya.

 Además, Enya es una de los pocos artistas que lanzan EP, que constituyen parte importante de su carrera.[cita requerida]

### Honores y homenajes
Es doctora honoris causa en letras por la Universidad de Úlster (Irlanda del Norte), y también doctora honoris causa en música por la Universidad de Galway (República de Irlanda).
El asteroide Enya, número 6433 de la serie del Centro de Planetas Menores, descubierto el 18 de noviembre de 1978 por Antonín Mrkos desde el Observatorio Kleť, fue nombrado así en su honor.
La serie estadounidense Cougar Town hace homenaje a la canción «Orinoco Flow» en el episodio 21 de su primera temporada.
En 2009, la banda sudafricana de movimiento ZEF Die Antwoord hace homenaje al realizar un bonus track en su álbum $O' de su sencillo «Orinoco Flow», llamado «Orinoco Ninja Flow».

## Discografía

### Álbumes
- Touch Travel (1984):

Primera aparición de Enya en solitario, únicamente con dos temas.
- The Frog Prince (1985):

Banda sonora compuesta para la película de mismo nombre de 1984.
- Enya (1987): Álbum con el cual se da a conocer ella y su estilo musical.
- Watermark (1988): El álbum con que Enya se consagra a nivel mundial, logrando gran éxito.
- Shepherd Moons (1991): sigue con la estructura establecida en su álbum anterior y la consolida. Shepherd Moons contiene otro de sus mayores éxitos: «Caribbean Blue», así como otras canciones como «Book of Days» o «Ebudæ», utilizadas en la ambientación de películas producidas por aquella época.
- The Celts (1992): Es la reedición de su primer álbum independiente; aquí se mejora el sonido de la grabación original y sustituye el tema «Portrait» por su versión «Portrait (Out of the Blue)».
- The Memory of Trees (1995): Inicia el disco con el tema instrumental de mayor complejidad «The Memory of Trees», seguido por la exitosa canción «Anywhere Is». Este disco, de sonidos mucho más complejos y coros de voces muy elaborados, llega a encabezar durante varias semanas la lista de más vendidos en España. Se destaca por el hecho de incluir la canción «La Soñadora», tema completamente escrito en español.
- Paint the Sky with Stars: The Best of Enya (1997): recopilatorio al que Enya califica como un diario musical que incluye dos canciones nuevas: «Only If...», que llegó a alcanzar la octava posición de la lista de los 40 Principales, y «Paint The Sky With Stars», tema que le da nombre al álbum.
- A Box of Dreams (1998): Primera colección de los mejores temas de Enya, donde se hacen presentes temas inéditos incluidos exclusivamente para el lanzamiento de sus sencillos.
- A Day without Rain (2000): El disco más vendido de Enya, sobre todo gracias a los atentados del 11 de septiembre de 2001 y a la utilización del tema «Only Time» para ilustrar el suceso en las televisiones y radios estadounidenses. Artísticamente hablando, podría considerarse como la visión de Enya sobre las cuatro estaciones del año. Es breve, pero presenta como novedad el mayor peso dado a los sonidos de cuerda (violines y violonchelos, sobre todo en pizzicato).
- Amarantine (2005): Tras el éxito obtenido en 2002 por su colaboración en la primera de las tres películas de El Señor de los Anillos, tres años más tarde llegó el siguiente trabajo de la irlandesa, que ha incorporado varias innovaciones formales. En este disco, de atmósfera mucho más sosegada que su anterior trabajo y en dónde se puede apreciar su voz de forma mucho más directa, hay tres canciones en una lengua ficticia, el «loxian», creado por su letrista, Roma Ryan. Por primera vez no hay ningún tema en latín o gaélico, y sí uno en japonés: «Sumiregusa». No obstante la edición especial navideña de 2006 sí incluye un tema en latín: el villancico «Adeste fideles», incluido junto a otros tres más: «We Wish You a Merry Christmas», «The Magic of the Night» y «Christmas Secrets». Una edición de lujo consistente en una caja de terciopelo rojo cuyo contenido consta de una reedición del libro de Roma Ryan Water Shows the Hidden Heart (que explica la historia detrás de las canciones en «loxian» del álbum), tres fotos exclusivas y el CD estándar del álbum (sin incluir los temas navideños), ha sido publicada en Estados Unidos y algunos países europeos.
- And Winter Came (2008): concebido en origen como otro de los discos navideños de Enya, este trabajo de dos años fue más allá: contiene doce temas, y parte de ellos son composiciones originales que escapan del concepto navideño, como la entretenida «Trains and Winter Rains» (primer sencillo del álbum) o la festiva «White Is in the Winter Night». Apareció una edición especial para i-Tunes, en la que se incluyó una canción extra: «Miraculum».[23]
- The Very Best of Enya (2009): El 23 de noviembre de 2009 Enya lanza su segundo álbum recopilatorio, que incluye la mayoría de sus grandes éxitos desde 1988 hasta 2008. A diferencia de Paint the Sky with Stars: The Best of Enya, este no incluye nuevas canciones, a excepción de una versión inédita y arreglada de su tema «Aníron», cuyo original se incluía en la banda sonora de El Señor de los Anillos: la Comunidad del Anillo. Junto con la edición normal, se lanzaron otras dos especiales que incluyen, una, un DVD con videoclips y entrevistas, y otra -la más completa- todo lo anterior más una grabación en LP de sus temas «Orinoco Flow», «Smaointe...» y «Out of the Blue».
- Dark Sky Island (2015): El octavo álbum de estudio oficial de la artista. Según Enya el sentido del álbum es la realización de infinitos viajes espirituales. Destaca su primer sencillo Echoes In Rain.

## Videos musicales
| Año  | Título                         | Director                                      |
| ---- | ------------------------------ | --------------------------------------------- |
| 1986 | «Aldebaran»                    | David Richardson                              |
| 1987 | «I Want Tomorrow»              | David Richardson                              |
| 1988 | «Orinoco Flow»                 | Michael Geoghegan                             |
| 1988 | «Evening Falls...»             | Michael Geoghegan                             |
| 1989 | «Storms in Africa (Part 2)»    | Michael Geoghegan                             |
| 1989 | «Oíche Chiún (Silent Night)»   | Michael Geoghegan                             |
| 1991 | «Exile»                        | Michael Geoghegan                             |
| 1991 | «Caribbean Blue»               | Michael Geoghegan                             |
| 1991 | «How Can I Keep from Singing?» | Entertaninment Production                     |
| 1992 | «Book of Days»                 | Michael Geoghegan                             |
| 1993 | «The Celts»                    | Michael Geoghegan                             |
| 1995 | «Anywhere Is»                  | David Scheinmann                              |
| 1996 | «On My Way Home»               | Rob Dickins                                   |
| 1997 | «Only If...»                   | Dan Nathan                                    |
| 2000 | «Only Time»                    | Graham Fink                                   |
| 2001 | «Wild Child»                   | Graham Fink                                   |
| 2002 | «May It Be»                    | Peter Nydrle                                  |
| 2005 | «Amarantine»                   | Tim Royes                                     |
| 2006 | «It's in the Rain»             | Tim Royes                                     |
| 2008 | «Trains and Winter Rains»      | Rob O'Connor, codirigido por Mikkel Lundsager |
| 2015 | «So I Could Find My Way»       |                                               |
| 2015 | «Echoes In Rain»               |                                               |